# Дырдыгыз
Дырдыгыз (также Чекаран, устар. Дырды-Гыз) — река в России, протекает по Бугульминскому району Татарстана. Устье реки находится в 26 км от устья Бугульминского Зая по правому берегу. Длина реки составляет 11 км, площадь водосборного бассейна — 48,5 км². Приток — Проточный Ключ.

## Данные водного реестра
По данным государственного водного реестра России относится к Камскому бассейновому округу, водохозяйственный участок реки — Кама от Нижнекамского гидроузла и до устья, без реки Вятка, речной подбассейн реки — бассейны притоков Камы до впадения Белой. Речной бассейн реки — Кама.